# Gustav Mezey
Gustav Mezey, auch Gustav Masirevits (* 10. September 1899 in Sombor; † 9. April 1981 in Wien) war ein österreichischer Maler.

## Leben

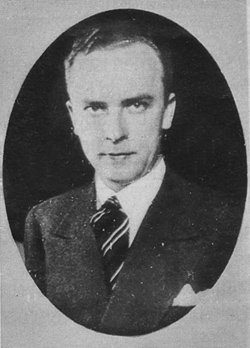
Porträt von Gustav Mezey (ca. 1930)

Nach seinem Kunststudium in Budapest und an der Akademie für Angewandte Kunst in Wien, wandte er sich der Gebrauchsgraphik zu und entwickelte seinen Stil in der Kunst der großformatigen Figural- und Porträtmalerei unter Anwendung der neu aufkommenden Airbrush-Technik. In der ersten Blütezeit der Kinematografie, ab 1925 bis zum Beginn der Tonfilmzeit im Jahre 1930, trat Mezey mit Plakatentwürfen hervor, die auf ihn aufmerksam machten. Seine oft kühne Farbwahl,  machte seine Plakate extravagant und werbewirksam. Bis zum Jahre 1960 arbeitete er für UFA, Sascha, Terra, Tobis, MGM, Rank. Obwohl Mezey  auch in Berlin, Dresden, Leipzig, München, Belgrad und Triest tätig war, blieb Wien seine bevorzugte Wirkungsstätte. Angebote von Samuel Mayer (MGM), nach Hollywood zu übersiedeln lehnt er ab. Bis zuletzt in Wien arbeitend, erlag Mezey im Alter von 82 Jahren den Folgen einer Verletzung, die er sich beim Sturz von der Leiter während der Arbeit an einem großflächigen Werk zuzog.
Sein Grab befand sich auf dem Wiener Zentralfriedhof Gruppe 75A, Reihe 31, Nummer 15.

## Werk
Mezey gilt als einer der Pioniere der großflächigen Außenfront- und Druckplakatmalerei der Filmindustrie. Ausstellungen seiner Arbeiten erfolgten auf drei Kontinenten.

## Ausstellungen
- 1978, Gewerbehaus Wien, Gustav Mezey - Kunst im Handwerk.
- 1984, Wien Hofburg, Batthyany-Stiege (Michaeler Kuppel), Gustav Mezey Originalgrafiken (Filmplakate und Starporträts).
- 1984, Ad Art Galerie Wien, Gustav Mezey - Reklame aus den 30'ern und 40'ern.
- 1997, New Art Gallery Boston, Gustav Mezey - Filmposters and Starporträts.
- 2005, Sydney Graphics College, Gustav Mezey - Three Decades of Advertising Design.